# Saison 7 de Marvel : Les Agents du SHIELD
 (juin 2020).
Si vous disposez d'ouvrages ou d'articles de référence ou si vous connaissez des sites web de qualité traitant du thème abordé ici, merci de compléter l'article en donnant les références utiles à sa vérifiabilité et en les liant à la section « Notes et références ».
Chronologie
Saison 6
La septième et dernière saison de Marvel : Les Agents du SHIELD (Marvel's Agents of SHIELD), série télévisée américaine, est constituée de treize épisodes diffusée du 27 mai jusqu'au 12 août 2020 sur ABC, aux États-Unis.

## Synopsis
Rejoints par un LMD amélioré à l'apparence de Phil Coulson, les agents du SHIELD sont transportés dans le temps et atterrissent à New York en 1931. Avec leur tout nouveau Zephyr capable de voyager dans le temps, ils se lancent à la poursuite des Chronicoms, déterminés à détruire l'agence avant même qu'elle ne soit créée.

## Distribution

### Acteurs principaux
- Chloe Bennet (VF : Victoria Grosbois) : Agent Daisy Johnson
- Ming-Na Wen (VF : Yumi Fujimori) : Agent Melinda May
- Elizabeth Henstridge (VF : Cindy Tempez) : Dr Jemma Simmons
- Iain De Caestecker (VF : Arnaud Laurent) : Dr Leopold « Leo » Fitz (épisodes 11 à 13)
- Clark Gregg (VF : Jean-Pol Brissart) : LMD/Chronicom Philip J.Coulson
- Henry Simmons (en) (VF : Jean-Paul Pitolin) : Directeur Alphonso « Mack » MacKenzie
- Natalia Cordova-Buckley (VF : Ethel Houbiers) : Agent Elena « Yo-Yo » Rodriguez
- Jeff Ward (en) (VF : Thomas Roditi) : Agent Deke Shaw
- Joel Stoffer (en) (VF : Patrick Osmond) : Enoch

### Acteurs récurrents
- Enver Gjokaj (VF : Jérémy Prévost) : Daniel Sousa (10 épisodes)
- Thomas E. Sullivan (VF : Stanislas Forlani) : Nathaniel Malick (9 épisodes)
- Tamara Taylor (VF : Magali Barney) : Sibyl, prédictrice des Chronicoms (7 épisodes)
- Tobias Jelinek (VF : David Krüger) : Luke (6 épisodes)
- Dianne Doan (VF : Geneviève Doang) : Kora (6 épisodes)
- Christopher James Baker et Joss Glennie Smith : Malachi (6 épisodes)
- Ryan Gray : Abel (5 épisodes)
- Christian Ochoa : Baal-Gaad (5 épisodes)
- James Paxton : John Garrett jeune  (3 épisodes)
- Dichen Lachman (VF : Hélène Bizot) : Jiaying (3 épisodes)
- Christopher Charles : Shepard (3 épisodes)
- Katy M. O'Brian : Kimball (3 épisodes)
- Tipper Newton : Agent Roxy Glass (3 épisodes)
- Darren Barnet : Wilfred « Freddy » Malick jeune (2 épisodes)
- Neal Bledsoe (VF : Jérémie Covillault) : Wilfred « Freddy » Malick âgé (2 épisodes)
- Briana Venskus (VF : Ludivine Maffren) : Agent Piper (1 épisode, récurrence à travers les saisons)

### Invités
- Patton Oswalt (VF : Jérôme Wiggins) : Ernest Hazard Koenig (épisodes 1 et 2)
- Nora Zehetner : Viola, agent d'HYDRA et contact de Freddy (épisodes 1 et 2)
- Julian Acosta : Dr Pascal Vega (épisode 3)
- Michael Gaston (VF : Pascal Casanova) : Gerald Sharpe (épisode 3)
- Larry Clarke : Tom (épisode 4)
- Philip Alexander : Joe (épisode 4)
- Stephanie Drapeau : Lana (épisode 4)
- Cameron Palatas : Gideon Malick jeune (épisode 5)
- Dawan Owens : Agent Ford (épisodes 5 et 6)
- Patrick Warburton (VF : Philippe Catoire) : Rick Stoner (épisodes 5 et 6)
- Sedale Threatt Jr. : John Mackenzie (épisodes 5 et 6)
- Paulina Bugembe : Lilla Mackenzie (épisodes 5 et 6)
- Shakira Barrera : Agent King (épisode 6)
- Jolene Andersen : Agent Olga Pachinko (épisode 7)
- Austin Basis : Russell Feldman (épisode 7)
- Ryan Donowho : Cricket (épisode 7)
- Karl Girolamo : Chip Womack (épisode 7)
- John Yuan (VF : Christophe Lemoine) : Agent Tommy Chang (épisode 7)
- Matt Yuan (VF : Laurent Morteau) : Agent Ronnie Chang (épisode 7)
- David Bianchi : Javier (épisode 8)
- Lucas Armendariz : Francisco Rodriguez jeune (épisode 8)
- Ricardo Cisneros : Oscar Rodriguez (épisode 8)
- Byron Mann (VF : Pierre Tessier) : Li (épisodes 8 et 10)
- Fin Argus (VF : Gabriel Bismuth-Bienaimé) : Gordon jeune (épisodes 8 et 10)
- John Lee Ames : Dr Grady (épisode 10 et 13)
- Gabriel Sousa : Durant (épisodes 10 et 11)
- Stephen Bishop (VF : Serge Faliu) : Major Brandon Gamble (épisodes 12 et 13)
- Cassandra Ballard : Agent Grace Mulcahey (épisodes 12 et 13)
- Rachele Schank : Agent Victoria Hand jeune (épisodes 12 et 13)
- Coy Stewart (VF : Benjamin Bollen) : Flint (épisode 13)
- Maximilian Osinski : LMD Agent Davis (épisode 13)
- Harlow Happy Hexum : Alya Fitz (épisode 13)

## Liste des épisodes

### Épisode 1:Nouvelle donne
- États-Unis /  Canada : 27 mai 2020 sur ABC / CTV
- Belgique : 2020 sur Be Séries (en VF)
- France :
  - 4 décembre 2021 sur Série Club
  - 4 mai 2022 sur Disney+
  - 27 octobre 2022 sur 6ter

- États-Unis : 1,82 million de téléspectateurs (première diffusion)

En 1931, à New York, un groupe d'extraterrestres appelés Chronicoms vole les visages de trois policiers et tue un contact d'un bar clandestin local. Pendant ce temps, venant d'arriver dans le passé pour empêcher les Chronicoms de changer l'histoire, Simmons présente à Mack et à Daisy une version LMD de Coulson, qui se débat avec son existence et les deux ans d'aventures que le S.H.I.E.L.D. a traversé lorsqu'il n'était pas là pour les aider. Prenant des déguisements appropriés de l'époque, Daisy et Deke enquêtent sur les officiers sans visage et sont attaqués par les Chronicoms, bien qu'ils en maîtrisent un et le ramènent à leur quartier général mobile, le Zephyr. Parallèlement, Coulson et Mack enquêtent sur le bar clandestin puisqu'il deviendra une future planque du S.H.I.E.L.D. et rencontrent son propriétaire, Ernest "Hazard" Koenig, qui révèle que les policiers assuraient la sécurité d'une réception en l'honneur du gouverneur Franklin D. Roosevelt.

### Épisode 2:Le Cours de l'histoire
- États-Unis /  Canada : 3 juin 2020 sur ABC / CTV
- Belgique : 2020 sur Be Séries (en VF)
- France :
  - 4 décembre 2021 sur Série Club
  - 4 mai 2022 sur Disney+
  - 27 octobre 2022 sur 6ter

- États-Unis : 1,5 million de téléspectateurs (première diffusion)

Mack et Deke convainquent Freddy Malick de les laisser le protéger des Chronicoms pendant qu'il livre le colis qu'il a reçu afin qu'ils puissent conserver l'histoire. Pendant ce temps, Coulson, Daisy et Simmons se regroupent au bar clandestin d'Ernest "Hazard" Koenig afin qu'ils puissent interroger le contact de Freddy, Viola, (qu’ils retiennent ligotée et bâillonnée) apprenant ainsi qu'elle est un agent d'Hydra et que Malick est en train de livrer ce qui deviendra le sérum du super soldat de l'organisation. En raison de l'implication de Malick et ayant déduit où il va, Koenig insiste sur le fait que le S.H.I.E.L.D. doit le laisser venir avec eux, alors ils l'amènent à contrecœur à leur quartier général mobile, le Zephyr , tout comme leur allié Enoch qui tente d'empêcher May de partir. Coulson tente de lui expliquer la situation, mais elle répond de manière apathique au fait qu'il est un LMD, au grand dam des autres tandis que Koenig aide à diriger l'équipe vers le lieu de livraison de Freddy pour pouvoir en apprendre davantage sur le S.H.I.E.L.D., la robotique et le voyage dans le temps.

### Épisode 3:Les Aliens communistes
- États-Unis /  Canada : 10 juin 2020 sur ABC / CTV
- Belgique : 2020 sur Be Séries (en VF)
- France :
  - 4 décembre 2021 sur Série Club
  - 4 mai 2022 sur Disney+
  - 27 octobre 2022 sur 6ter

- États-Unis : 1,57 million de téléspectateurs

- Enver Gjokaj (Daniel Sousa)

Les Chronicoms rencontrent leur prédictrice, Sibyl, pour confirmer que leur dernier plan pour éliminer le S.H.I.E.L.D. de l'histoire va réussir. Pendant ce temps, les agents atterrissent en 1955 près de la zone 51, une base du S.H.I.E.L.D. où l'on travaille actuellement sur le projet Helius, un prototype de réacteur à fusion ionique. Les agents kidnappent alors l'agent de haut rang Gerald Sharpe afin que Coulson puisse se faire passer pour lui tandis que Simmons se fait passer pour la directrice actuelle du S.H.I.E.L.D., Peggy Carter, pour localiser les Chronicoms infiltrés. Cependant, ils rencontrent de manière inattendue l'ancien partenaire de Carter, Daniel Sousa, qui les démasque immédiatement et les fait arrêter. Parallèlement, Mack, May, Deke et Yo-Yo tentent d'interroger Sharpe pour en savoir plus sur le projet Helius. Bien qu'il fasse preuve d'une certaine résistance, il révèle finalement qu'Hélius ne peut pas fonctionner sans une puissante source d'énergie, ce qui amène Deke à en déduire que les Chronicoms prévoient de sacrifier l'un des leurs pour activer l'arme et détruire la base.

### Épisode 4:Hors du temps
- États-Unis /  Canada : 17 juin 2020 sur ABC / CTV
- Belgique : 2020 sur Be Séries (en VF)
- France :
  - 4 décembre 2021 sur Série Club
  - 4 mai 2022 sur Disney+
  - 27 octobre 2022 sur 6ter

- États-Unis : 1,4 million de téléspectateurs

Coulson a été arrêté par l'agent du S.H.I.E.L.D. Daniel Sousa pour avoir pénétré dans la zone 51, tandis qu'il voit le monde en noir et blanc et entend un monologue interne en raison des dommages subis lors de la lutte contre les Chronicoms. Réalisant qu'aujourd'hui est le jour où Sousa est tué par les Russes après avoir livré une technologie vitale à Howard Stark, Coulson utilise ses connaissances historiques pour se faire passer pour le contact de Sousa et le convaincre qu'ils doivent récupérer l'appareil dans un transport. Il prend également contact avec son équipe via Enoch pour leur faire savoir ce qu'il fait.
Pendant ce temps, Yo-Yo et Deke récupèrent l'appareil, mais ce dernier est kidnappé par des agents d'Hydra et emmené chez leur patron, Wilfred Malick, qui est devenu un officier du S.H.I.E.L.D. depuis sa dernière rencontre avec Deke en 1931. Malgré le danger, Deke parvient à convaincre Malick de le laisser partir après avoir rappelé à ce dernier qu'il lui a épargné la vie. Après que les Chronicoms les ait attaqués en chemin, Coulson et son équipe évacuent Sousa vers leur quartier général mobile, le Zephyr, se faisant passer pour des agents gouvernementaux top secret pour maintenir l'histoire. À la suite du comportement inhabituel de May autour de Sousa et de l'appareil, Simmons découvre que May a acquis la capacité de ressentir les émotions des autres.

### Épisode 5:Baleine sous gravillon
- États-Unis /  Canada : 24 juin 2020 sur ABC / CTV
- Belgique : 2020 sur Be Séries (en VF)
- France :
  - 11 décembre 2021 sur Série Club
  - 4 mai 2022 sur Disney+
  - 28 octobre 2022 sur 6ter

- États-Unis : 1,37 million de téléspectateurs

Atterrissant en 1973, les agents retournent au bar clandestin pour comprendre le dernier plan des Chronicoms tandis que Daniel Sousa s'adapte à la nouvelle période, pour découvrir par le général Rick Stoner que Wilfred Malick, qui aurait dû mourir en 1970, dirige le S.H.I.E.L.D. dans la préparation du projet Insight, qui n'aurait pas dû voir le jour avant plusieurs décennies. Wilfred et les Chronicoms tentent de capturer les agents, mais Daisy prend en otage le fils de Malick, Nathaniel, pour faciliter leur évasion. À son insu, Nathaniel la voit utiliser ses pouvoirs. Les agents se réunissent avec Enoch et retournent à leur quartier général mobile, le Zephyr, pour arrêter le projet Insight, croyant qu'ils ont le temps de le faire.

### Épisode 6:Le Sens du sacrifice
- États-Unis /  Canada : 1er juillet 2020 sur ABC / CTV
- Belgique : 2020 sur Be Séries (en VF)
- France :
  - 11 décembre 2021 sur Série Club
  - 4 mai 2022 sur Disney+
  - 28 octobre 2022 sur 6ter

- États-Unis : 1,32 million de téléspectateurs

Contre les ordres du général Rick Stoner, le Phare tire automatiquement des missiles sur le Zephyr, endommageant le lecteur de temps. Alors que Deke, Simmons et Enoch tentent de le réparer, Deke découvre que Simmons a un implant de mémoire qui bloque ses connaissances de l'emplacement de Fitz tout en conservant des informations sur le voyage dans le temps, Simmons exhorte alors Deke à ne pas le révéler aux autres. Sous la garde de Stoner, May identifie un Chronicom infiltré avec ses capacités empathiques et son manque d'émotion. En déduisant que les Chronicoms remplacent les agents du S.H.I.E.L.D. par leurs chasseurs, elle et Coulson s'échappent de leur détention et sauvent Stoner avant que les Chronicoms ne puissent voler son visage et ses souvenirs. En cours de route, Coulson découvre le vaisseau des Chronicoms et rencontre leur prédictrice Sibyl. Après avoir parlé avec elle des plans des Chronicoms, il se sacrifie pour détruire leur navire et les chasseurs pendant que May et Stoner s'échappent.

### Épisode 7:Bonne année 1983
- États-Unis /  Canada : 8 juillet 2020 sur ABC / CTV
- Belgique : 2020 sur Be Séries (en VF)
- France :
  - 11 décembre 2021 sur Série Club
  - 4 mai 2022 sur Disney+
  - 3 novembre 2022 sur 6ter

- États-Unis : 1,39 million de téléspectateurs

Mack et Deke sont bloqués en 1982 après que le Zephyr ait traversé le temps de manière inattendue sans eux. Après avoir perdu ses parents au profit des Chronicoms, Mack, découragé, achète une maison et passe l'année suivante dans l'isolement tandis que Deke le surveille occasionnellement. En 1983, Deke parvient à convaincre Mack de venir voir son groupe, "The Deke Squad", alors qu'ils interprètent des chansons des années 1980 qui n'ont pas encore été écrites, comme "Don't You (Forget About Me)". Après leur performance, Deke révèle que la plupart des membres de son groupe sont en fait des recrues du S.H.I.E.L.D. et que Coulson a survécu à la destruction du vaisseau des Chronicoms en sauvegardant son "esprit" sur un disque dur externe. Cependant, Mack n'est pas impressionné par Deke et ses recrues, le réprimandant pour son apparente immaturité et rabaissant ses recrues avant de partir en trombe.

### Épisode 8:Le Grand Saut
- États-Unis /  Canada : 15 juillet 2020 sur ABC / CTV
- Belgique : 2020 sur Be Séries (en VF)
- France :
  - 18 décembre 2021 sur Série Club
  - 4 mai 2022 sur Disney+
  - 3 novembre 2022 sur 6ter

- États-Unis : 1,38 million de téléspectateurs

- Dichen Lachman (Jiaying)

Après avoir sauvé Mack, Deke et Coulson en 1983 et donné à Coulson un nouveau corps LMD, Simmons informe l'équipe que, en raison de leur lecteur de temps endommagé, le Zephyr va continuer à les faire avancer de manière exponentielle jusqu'à ce qu'il finisse par s'effondrer sur eux. Exigeant les pouvoirs inhumains actuellement inactifs de Yo-Yo pour désactiver le lecteur de temps, Daisy suggère de s'arrêter à Outre-Monde pour obtenir l'aide de sa mère, Jiaying. Yo-Yo et May arrivent juste au moment où Jiaying aide sa fille découragée Kora avec ses pouvoirs énergétiques volatils. Après avoir examiné Yo-Yo, Jiaying arrive à la conclusion que ces problèmes sont mentaux plutôt que physiques et May utilise ses capacités d'empathie pour l'aider. Pendant le combat, Yo-Yo révèle qu'elle a été témoin de la mort de son oncle durant son enfance et qu'elle s'en est beaucoup reprochée depuis.

### Épisode 9:Un jour sans fin
- États-Unis /  Canada : 22 juillet 2020 sur ABC / CTV
- Belgique : 2020 sur Be Séries (en VF)
- France :
  - 18 décembre 2021 sur Série Club
  - 4 mai 2022 sur Disney+
  - 3 novembre 2022 sur 6ter

- États-Unis : 1,28 million de téléspectateurs

Les agents du S.H.I.E.L.D. sont piégés dans un vortex temporel et Daisy et Coulson dans une boucle temporelle. Étant les seuls à pouvoir encore se souvenir de tout ce qui s'est passé au cours des multiples boucles, ils tentent de comprendre comment sauver tout le monde tout en s'assurant que Daisy ne meure pas au risque de perdre ses souvenirs. Daisy et Coulson apprennent que les souvenirs de Simmons sont bloqués par un implant cérébral conçu pour l'empêcher de se souvenir de l'emplacement de Fitz. Lorsque Daisy tente de retirer l'implant, elle et Simmons sont tuées par une fuite de gaz causée par un saboteur.
Après que Coulson ait mis Daisy au courant dans la prochaine boucle temporelle, le duo essaie à nouveau de retirer l'implant de Simmons. Cependant, Daisy en déduit que quelqu'un a trafiqué l'instrument chirurgical utilisé pour la procédure. Sousa se porte volontaire pour tester si l'appareil a été piégé pour empêcher que les souvenirs de Daisy ne soient effacés et finit par être empoisonné. Dans la boucle suivante, Daisy confronte Sousa, qu'elle trouve toujours endormie à côté de son caisson de guérison. Sousa admet qu'il est attiré par les femmes fortes et se considère comme quelqu'un qui peut les aider quand elles sont déprimées. Dans la boucle suivante, Daisy embrasse Sousa. Pendant ce temps, Coulson en déduit que le saboteur est Enoch, qui a été involontairement programmé pour empêcher à tout prix le retrait de l'implant cérébral. Après plusieurs tentatives infructueuses, les agents soumettent Enoch et retirent l'implant de Simmons, lui faisant se rappeler instantanément que le mécanisme de déplacement d'électrochron d'Enoch peut réparer le lecteur de temps avant de s'effondrer en larmes.

### Épisode 10:Les Liens du sang
- États-Unis /  Canada : 29 juillet 2020 sur ABC / CTV
- Belgique : 2020 sur Be Séries (en VF)
- France :
  - 18 décembre 2021 sur Série Club
  - 4 mai 2022 sur Disney+
  - 3 novembre 2022 sur 6ter

- États-Unis : 1,3 million de téléspectateurs

Bloqués en 1983 en raison d'un dysfonctionnement du lecteur temporel, les agents du S.H.I.E.L.D. prévoient de rétablir l'ordre dans la chronologie en battant Nathaniel Malick et en sauvant les Inhumains qu'il a fait prisonniers à Outre-Monde. Notant le fait que Daisy pourrait être effacée de l'histoire si sa mère, Jiaying, devait être tuée, Mack envoie à la place Coulson dans Outre-Monde avec le téléporteur Inhumain Gordon pendant que lui et Yo-Yo attendent en renfort. Pendant ce temps, Daisy apprend de May qu'elle a une sœur nommée Kora, qui s'est suicidée dans la chronologie originale avant sa naissance, mais qui a été sauvée par Malick et transformée en l'un de ses acolytes dans cette version des événements.
À Outre-Monde, Malick utilise le flux temporel chronicom pour regarder vers l'avenir. Utilisant ces connaissances, il recrute John Garrett quand il était jeune et lui montre son avenir dans lequel il trahit le S.H.I.E.L.D., rejoint Hydra et se fait tuer par Coulson. À leur arrivée, Coulson et Gordon sont capturés, avant que Malick ne transfère les pouvoirs de ce dernier à Garrett. Emprisonné avec Coulson, Gordon le téléporte à l'extérieur de la cellule, mourant dans le processus. Lorsque Coulson ne parvient pas à établir le contact, Mack et Yo-Yo entrent dans Outre-Monde, libèrent les Inhumains capturés et récupèrent Coulson, qui tranquillise Kora, avant de tous les amener au Phare.

### Épisode 11:Imprévisible
- États-Unis /  Canada : 5 août 2020 sur ABC / CTV
- Belgique : 2020 sur Be Séries (en VF)
- France :
  - 25 décembre 2021 sur Série Club
  - 4 mai 2022 sur Disney+
  - 4 novembre 2022 sur 6ter

- États-Unis : 1,25 million de téléspectateurs

Coulson retourne au quartier général du S.H.I.E.L.D., le Phare, avec la sœur de Daisy, Kora, une inhumaine capable de tirer des faisceaux d'énergie de ses mains. Malgré son affiliation avec l'anarchiste Nathaniel Malick, Kora exprime son désir de devenir membre du S.H.I.E.L.D., au grand scepticisme des autres. Révélant que l'équipe du S.H.I.E.L.D. a créé une chronologie parallèle lorsqu'ils se sont rendus en 1931, Kora affirme qu'elle veut améliorer ce cours des événements en tuant des gens qui continueront à faire de mauvaises choses, y compris le jeune Grant Ward, qui a ensuite trahi l'équipe de Coulson dans la chronologie originale.
Pendant ce temps, Malick, Garrett et un équipage de mercenaires se sont envolés dans l'espace dans le Zephyr. Faisant comme prisonniers Deke et Simmons, Malick utilise un scanner cérébral pour scanner ses souvenirs et déterminer l'emplacement de son mari Fitz. Dans l'un de ces souvenirs, Malick apprend que Fitz et Simmons ont passé une longue période ensemble avant d'être renvoyés dans le passé. Cependant, il est incapable de déterminer l'emplacement exact de Fitz en raison de la présence d'un implant cérébral dans la tête de Simmons. Lorsqu'elle est libérée de la machine cérébrale, Simmons ne se souvient pas de qui est Fitz.
Parallèlement, Daisy prévoit d'utiliser un Quinjet pour atteindre le Zephyr et sauver Simmons et Deke avant d'être rejoint par Mack et Sousa. Dans l'espace, Mack rassure Daisy sur le fait qu'ils iront bien s'il s'agit bien de leur dernière mission ensemble, comme l'avait prédit Enoch. Encouragé par Mack, qui le menace également de ne pas lui briser le cœur, Sousa taquine Daisy à propos de son surnom de super-héroine "Quake".

### Épisode 12:Les Liens sacrés du mariage
- États-Unis /  Canada : 12 août 2020 sur ABC / CTV
- Belgique : 2020 sur Be Séries (en VF)
- France :
  - 25 décembre 2021 sur Série Club
  - 4 mai 2022 sur Disney+
  - 4 novembre 2022 sur 6ter

- États-Unis : 1,46 million de téléspectateurs

Mack, Daisy et Sousa sont toujours dans le Quinjet en train de regarder le vaisseau-destroyer Chronicom tirer sur les bases du S.H.I.E.L.D. sur Terre. Ils essaient alors d’élaborer un plan, mais Mack ne s’inquiète que du premier amarrage avec le Zephyr, ce qu’ils réussissent à faire. L’un des vaisseaux Chronicom tire alors le Zephyr à bord, piégeant l’équipe à l’intérieur, les trois agents attendant avec des armes à la baie du Quinjet que quelqu’un l’ouvre et monte à bord. Après quelques secondes, Sousa demande s’il est possible que les ennemis soient de l’autre côté de la porte en train de faire la même chose, ce qui incite Mack à ouvrir. À leur grande surprise, personne ne les attend, ils explorent ensuite le Zephyr pour ne trouver personne à bord, puis Mack donne l’ordre de scanner le vaisseau Chronicom et de voir s’ils peuvent trouver Simmons et Deke. 
Pendant ce temps, Malick et son groupe se frayent un chemin dans un couloir futuriste avec Simmons et Deke. Malick donne ensuite à Simmons une chance de leur donner l’emplacement de Fitz avant qu’une projection de Sibyl n’apparaisse et qu’un Chronicom injecte quelque chose à Simmons, elle et Deke étant ensuite jetés dans une cellule. Malick et Kora retrouvent ensuite Sibyl dans sa forme physique réelle pour la première fois, Malick jubilant à propos de toutes les bases du S.H.I.E.L.D. détruites avant que Sibyl ne l’interrompe en soulignant que le Phare est toujours intact. Ils discutent du fait que le Phare peut résister à toute attaque extérieure et Malick fait un signe de tête à Garrett tout en assurant à Sibyl qu’ils l’ont sous contrôle mais elle souligne que rien de tout cela n’a d’importance si Fitz est encore en vie et révèle ensuite que l’injection qu’elle a donnée à Simmons dissout son implant et qu’ils connaîtront bientôt l’emplacement de Fitz. 
Dans le Phare, Coulson, May et Yo-Yo tentent de comprendre ce qui vient d’arriver au S.H.I.E.L.D. Soudain, une sorte de signal étrange s’empare des ordinateurs de la base, May se demandant alors ce que font les Chronicoms pendant que Coulson se met au travail pour comprendre ce qui se passe. 
Pendant ce temps, Malick et Kora discutent quand soudain, elle remet en question sa relation avec les Chronicoms et le fait d'avoir tué sa mère mais il ment et tente de justifier cette action en lui disant à quel point sa mère était méchante et à quel point sa sœur est dangereuse. Pendant ce temps, Garrett se téléporte dans le Phare et plante une bombe Chronicom sur un mur. Ailleurs dans le vaisseau, Deke essaie de trouver une faiblesse dans la cellule tandis que Simmons se plaint d’un picotement dans sa tête. Il explique alors que c’est juste l’implant, ce qui perturbe visiblement Simmons et essaie ensuite de lui expliquer et de l’aider à se souvenir de tout, mais il semble que toute sa mémoire lui échappe. 
Sur le Zephyr, Daisy parvient à trouver Deke et Simmons sur le scan et Sousa souligne également que Kora est présente mais Daisy proclame qu’elle ne l’empêchera pas de récupérer Simmons et Deke. Ils élaborent ensuite un plan pour que Daisy récupère leurs amis pendant que Mack et Sousa tentent d’ouvrir les portes du hangar pour leur évasion mais avant qu’elle ne sorte, Sousa arrête Daisy et l’embrasse. 
Au Phare, Coulson a du mal à comprendre le signal mystérieux lorsque May remarque la présence de Garrett dans la base. Ils regardent alors à partir d’une caméra de sécurité et voient qu’il pose des bombes autour de la base puis discutent à propos d’un appareil qu’ils possèdent qui peut empêcher Garrett de se téléporter. 
Sur le vaisseau Chronicom, Daisy se rend là où se trouvent Simmons et Deke avant d’être interrompue par une projection de Sibyl, qui apparaît également sur le Zephyr pour Mack et Sousa. Elle leur dit que le S.H.I.E.L.D. a été détruit et qu’ils ont déjà perdu puis met fin à sa transmission, Malick se dispute alors avec elle pour qu’il puisse tuer les agents mais elle explique que la réunion de Daisy et Simmons augmente les chances qu’ils apprennent l’emplacement de Fitz et qu’il ne devrait pas intervenir. Sur le Zephyr, Mack et Sousa discutent de ce que Sibyl vient de leur dire et Sousa tente d’assurer à Mack que ce n’est pas vrai, et lui rappelle alors qu’ils doivent encore créer une issue de secours puis Mack accepte et tire un missile sur les portes du hangar, mais ça ne fait rien. Malick et Kora, quant à eux, discutent de la présence de Daisy et Malick la décrit à nouveau comme étant très dangereuse, et lui assure qu’ensemble, ils sont plus puissants qu’elle et lui rappelle que sa sœur est la seule qui peut ruiner leur plan et ne se soucie plus de ce que Sibyl a à dire car ils doivent l’achever. 
Dans le Phare, Coulson peint un grand X rouge sur le sol et May examine une technologie puis les deux ont une conversation sur les personnes qu’ils sont devenus, mais sont interrompus lorsque Garrett apparaît juste sur ce X. Coulson le fait parler pour le distraire avant que Yo-Yo ne lui mette l’appareil. Il essaie alors de se téléporter mais n’y arrive pas, Coulson lui disant ensuite qu’il doit désarmer les bombes sinon il mourra avec eux. Garrett appelle alors Malick et lui demande de désactiver les bombes mais Malick refuse et est prêt à laisser Garrett mourir, ce qui semble le choquer alors que la dernière bombe semble se charger pour exploser avant que Yo-Yo ne s’enfuie avec elle, puis une explosion fait s’effondrer les murs sur Coulson, May et Garrett. Dans un tas de décombres, Yo-Yo cherche Coulson et May et découvre que Coulson a utilisé son corps pour protéger May des débris, et explique ensuite qu’elle a précipité toutes les bombes à un seul endroit, qui n’a cédé que dans une partie de la base puis Coulson trouve Garrett toujours en vie et dit à May de le sauver, expliquant qu’il est leur meilleure chance d’aider leurs amis. 
Pendant ce temps, Mack et Sousa se préparent à une attaque des Chronicoms, qui arrivent rapidement sur le Zephyr. Mack utilise alors une technologie pour assommer six chasseurs Chronicom, et prend alors une de leurs armes puis explique à Sousa qu’ils doivent retenir les autres assez longtemps pour que leurs amis reviennent. Pendant ce temps, Daisy continue de se frayer un chemin vers ses amis lorsque deux Chronicoms se dirigent vers elle, mais les robots passent juste devant sans même un regard. 
Au Phare, May explique que Garrett s’en sortira et Yo-Yo se précipite avec une blessure au bras, expliquant alors qu’elle cherchait une sortie et qu’elle s’est faite empaler. Garrett se réveille alors et commence à se demander ce qui se passe, Coulson lui expliquant que Malick a changé la chronologie et qu’il n’est pas trop tard pour que Garrett passe du bon côté ; il accepte, mais Coulson est distrait quand il remarque un motif dans ces sons mystérieux qu’ils avaient entendus. 
Finalement, dans le vaisseau Chronicom, Daisy arrive à retrouver Deke et Simmons et Deke lui saute dans les bras mais Simmons est hésitante et semble ne pas se souvenir de Daisy. Ils la convainquent alors de partir en lui promettant qu’elle pourra obtenir un costume comme celui de Daisy. Ailleurs, Sibyl explique à son équipe que l’implant dans le cerveau de Simmons a maintenant été dissout avant d’interroger Malick sur l’emplacement de Kora mais il lui assure qu’elle se repose. En faisant les cent pas, Malick demande ce qui se passera s’ils n’obtiennent pas l’information dont ils ont besoin et Sibyl lui explique que Simmons n’aura pas d’autre choix que de leur faire savoir et lui assure qu’il pourra faire ce qu’il veut avec le reste du S.H.I.E.L.D. 
Mack et Sousa, quant à eux, se préparent à une autre attaque des Chronicoms mais Sousa propose plutôt un plan pour utiliser les six Chronicoms tués comme explosifs et Mack accepte. Daisy, Simmons et Deke sont sur le point de retourner au Zephyr, et les souvenirs de Simmons commencent à revenir, avant qu’ils ne soient arrêtés par Kora. Frustrée, Sibyl explique qu’elle va ruiner leur plan, Daisy envoyant alors Deke et Simmons au Zephyr pendant qu’elle se charge de Kora et se défend de quelques attaques pendant qu’elle convainc sa sœur qu’elle est du mauvais côté. 
Au Phare, Coulson comprend que le code est l’emplacement d’un « 0-8-4 », un objet d’origine inconnue. L’équipe discute de ce qu’il faut faire avec l’information et Coulson souligne qu’ils sont piégés dans la base, Garrett propose alors de les aider en les téléportant mais May et Yo-Yo refusent immédiatement, alors que Coulson est plutôt ouvert à l’idée. 
Dans le Zephyr, Mack et Sousa attachent les six robots, créant une sorte de bombe massive puis Simmons et Deke arrivent, Deke remettant en question leur plan mais Mack lui assure que c’était seulement au cas où ils ne reviendraient pas au Zephyr. Sousa essaie ensuite d’aller aider Daisy avant que Mack ne lui ordonne de rester et de lui trouver du ruban adhésif à la place. Sibyl et Malick, quant à eux, se disputent sur leur plan qui échoue avant de tomber sur Kora, qui explique qu’elle ne pense pas que Daisy soit mauvaise. Malick attrape alors une arme d’un Chronicom et tire sur Kora, l’assommant plutôt que de la tuer puis ordonne à un Chronicom de l’enfermer. Daisy retourne alors au Zephyr et l’équipe se prépare à décoller, Mack tirant deux autres missiles sur les portes, mais cette fois les corps des Chronicoms sont collés sur eux, et créent alors une explosion massive, permettant à l’équipe de s’échapper. 
Au Krazy Kanoe, Garrett téléporte l’équipe et une voix leur ordonne immédiatement de ne plus bouger mais avant que l’équipe ne puisse réagir, un coup de feu est tiré et Garrett est abattu d’une balle dans la tête. Coulson explique alors aux personnages mystérieux qui les entourent qu’ils sont du S.H.I.E.L.D. et qu’ils ont suivi le même signal à cet endroit. L’agent principal, Brandon Gamble, sort de l’ombre, suivi par l’agent qui a tiré sur Garrett, qui se révèle être Victoria Hand, et l’équipe voit alors un groupe de paquets que les agents ont placés sur le bar. On leur a apparemment dit de les amener ici, en ce moment précis, sans vraiment savoir ce qu’ils contiennent, puis Coulson les examine mais n'arrive pas à comprendre à quoi ils servent. Heureusement, le reste de l’équipe se présente au bar et Simmons semble savoir exactement quoi faire avec les pièces, et commence ensuite à les assembler tout en murmurant quelque chose sur le mariage puis finit mais il manque une pièce. Juste à ce moment-là, un vieil homme arrive avec un dernier morceau et explique qu’il l’a obtenu de son ami Enoch ou de l’un des Koenigs, Simmons prend alors la dernière pièce et l’utilise pour ouvrir un passage caché dans le mur, avec un autre dispositif mystérieux. Ils apportent alors le nouvel appareil dans la nouvelle pièce mystérieuse et l’attachent à l’autre appareil puis Simmons continue de remettre en question son mariage et réalise soudainement que sa bague est la dernière pièce du puzzle. Elle l’insère alors dans l’appareil et il ouvre un portail vers le royaume quantique, permettant à un homme masqué d'arriver dans la pièce, qui enlève ensuite son masque et, finalement, l’équipe se rend compte qu'il s'agit de Fitz. Il essaie alors d’embrasser Simmons mais elle l’arrête parce qu’elle ne se souvient toujours pas de lui. 

### Épisode 13:Une raison de se battre
- États-Unis /  Canada : 12 août 2020 sur ABC / CTV
- Belgique : 2020 sur Be Séries (en VF)
- France :
  - 25 décembre 2021 sur Série Club
  - 4 mai 2022 sur Disney+
  - 4 novembre 2022 sur 6ter

- États-Unis : 1,46 million de téléspectateurs

Avec l’équipe maintenant au complet au Krazy Kanoe à New York, ils se disputent sur ce qu’ils devraient faire et ce qu’ils peuvent encore faire puis Fitz explique qu’ils peuvent encore sauver la chronologie originale, mais ils sont clairement frustrés par le fait qu’ils ont été laissés pour essayer de survivre dans cette chronologie, et explique également que Kora est la clé du bon fonctionnement de leur plan et qu’ils peuvent toujours sauter à travers le royaume quantique pour revenir à leur chronologie mais Coulson l’arrête et lui explique qu’ils ne peuvent pas, en toute bonne conscience, laisser les Chronicoms prendre librement le contrôle de cette chronologie. Deke propose alors un plan pour utiliser le tunnel quantique pour ramener non seulement eux, mais tous les Chronicoms à leur chronologie originale. Malheureusement, ils se rendent compte que quelqu’un devra rester pour configurer l’appareil et l’activer, mais Daisy souligne que cela n’aura pas d’importance car c’est leur dernière mission tous ensembl. Sousa se porte alors volontaire pour être celui qui restera, mais Deke le coupe et se propose lui-même à la place puis souligne qu’il est le seul à pouvoir le mettre en place et qu’il est une sorte de rockstar dans les années 80, l’équipe met alors son plan en action et avec Deke activant l’appareil, ils parviennent tous à revenir à leur chronologie et à emmener les Chronicoms avec eux ; cependant, ils doivent encore faire face aux Chronicoms à leur époque. Pendant ce temps, les autres agents du S.H.I.E.L.D. considèrent Deke comme le nouveau responsable et décide d'accepter le poste. 
Sur le Zephyr, Fitz essaie de raconter une histoire à Simmons pour l’aider à retrouver sa mémoire, et lui pose alors des questions sur son étoile préférée, ce à quoi elle répond Alya puis son visage s’illumine et il lui fait savoir qu’elle a raison. Il explique ensuite exactement ce qui leur est arrivé et comment ils se sont tous retrouvés dans ce voyage dans le temps : lui et Simmons ont mis des années à vivre ensemble avant de terminer leur machine à remonter le temps, profitant de la nature de la machine qu’ils fabriquaient, Fitz explique ensuite que l’un d’eux devait rester pour établir le lien entre les chronologies et que ce devait être lui parce que son esprit ne pouvait pas gérer l’implant qui bloquait les souvenirs de Simmons. Quand il a terminé l’histoire, Simmons se souvient alors de lui mais oublie toujours des choses importantes et ne peut pas tout à fait accepter ce qui se passe, Fitz disant au reste de l’équipe qu’il doit les renseigner sur autre chose et Coulson l’exhorte à se dépêcher parce que l’ennemi est en train de préparer un plan. 
Ailleurs, Malick argumente avec Sibyl qu’il aurait pu arrêter le S.H.I.E.L.D. si elle lui avait donné le contrôle de ses chasseurs mais elle explique qu’ils sont en route vers la chronologie originale, là où la Terre est déjà attaquée par une autre force Chronicom. Toujours bouleversé, Malick s’enfuit et conduit un groupe d’hommes de main dans une cellule où il garde Kora puis leur ordonne de la brancher pour commencer à voler son pouvoir. 
Sur le Zephyr, Mack prépare Yo-Yo et Sousa pour aller avec Fitz et Simmons au Temple des Oubliés puis explique qu’ils ont encore des affaires inachevées à régler là-bas car ils voyagent jusqu’à un point avant que le temple n’ait été détruit après leur combat puis ils se préparent en enfilant des combinaisons de matières dangereuses avec des visières pour que les autres ne puissent pas voir leur visage. Le Zéphyr et les Chronicoms sautent alors hors du Royaume Quantique et reviennent dans la chronologie originale puis l’équipe utilise immédiatement le camouflage du Zephyr, se cachant de leur ennemi. Coulson leur dit alors d’être patient et d’attendre le bon moment puis Sibyl ordonne à ses Chronicoms de trouver et de détruire le Zéphyr. 
Sur Terre, l’équipage des matières dangereuses pose le Quinjet à l’extérieur du temple puis s’approchent de Simmons et Enoch qui leur ordonne de la suivre, et se dirigent alors vers le temple et se mettent au travail sur ce qui doit être fait pour que Fitz et Simmons construisent leur machine à remonter le temps. 
De retour sur le Zephyr, Coulson continue de dire à l’équipe d’attendre puis le vaisseau de Sibyl tire sur l’autre Zéphyr sur Terre, qui saute juste avant qu’il ne puisse être touché, et l’équipe profite alors de leur fenêtre pour atterrir sur le vaisseau Chronicom mais alors que l’un des robots informe que le Zéphyr a été détruit, Sibyl reste sceptique. Mack, Daisy, Coulson et May font ensuite un trou dans le toit du navire et entrent à l’intérieur puis se séparent, chacun ayant des objectifs différents à atteindre. Daisy rencontre alors une poignée de chasseurs et les maîtrise facilement, disant à Mack et Coulson de poursuivre leur mission, puis ils se séparent ensuite et s’occupent chacun d’un chasseur avant que Coulson ne soit pris en embuscade par Sibyl et d’autres chasseurs. Pendant ce temps, Malick trouve Daisy et ils se préparent pour leur futur combat. 
Au Phare, Yo-Yo frappe à toute vitesse des Chronicoms et ouvre la voie à elle, Fitz, Simmons et Sousa pour entrer dans le Phare, puis Fitz se met au travail tandis que Yo-Yo et Sousa commencent à se préparer à une attaque mais Simmons les entend parler de Mack et Daisy et se souvient soudainement pourquoi elle et Fitz ont passé tant de temps ensemble et ce pourquoi ils se battent. 
Pendant ce temps, Daisy et Malick utilisent leurs pouvoirs d’ondes sismiques alors que leur combat se poursuit, Malick prenant le dessus. Mack, quant à lui, trouve Kora inconsciente et la porte hors de sa cellule. Ailleurs dans le vaisseau, Coulson, maintenant captif, laisse apparemment échapper que le reste de l’équipe est au Phare, ce qui incite Sibyl à donner l’ordre aux chasseurs de se diriger là-bas puis Coulson lui dit que c’est exactement ce qu’ils voulaient avant que May n’arrive, maîtrise Sibyl et qu’elle et Coulson éliminent les Chronicoms. Mack entre ensuite avec Kora dans ses bras et Coulson la réveille, lui demandant de l’aide, puis elle accepte et se dirige vers les commandes du navire. Pendant ce temps, les chasseurs commencent à faire irruption dans le Phare, Kora utilise alors ses pouvoirs pour booster le vaisseau Chronicom et May utilise son nouveau pouvoir et la technologie du vaisseau pour envoyer un signal d’empathie à tous les chasseurs au Phare, le signal se déclenchant alors juste à temps lorsque les chasseurs font irruption dans la salle de contrôle et, au lieu d’attaquer, se figent. Yo-Yo demande alors s’ils sont amis ou ennemis et ils répondent qu’ils sont amis, les Chronicoms ne constituant alors plus aucune menace. 
En se dirigeant vers le Zephyr, l’équipe voit Daisy qui combat Malick, Mack expliquant alors qu’ils doivent la laisser jouer son rôle, quel qu’en soit le prix. Daisy dit ensuite à Malick comment son équipe a gagné et il répond en expliquant qu’il n’y a aucun moyen pour elle de le tuer sans se sacrifier mais elle accepte et laisse échapper une très grosse onde sismique qui détruit tous les vaisseaux Chronicom dans le processus et tue Malick et Sibyl. Le Zephyr trouve ensuite Daisy flottant dans l’espace et ils parviennent à la faire monter à bord, puis Kora utilise rapidement ses pouvoirs pour la ramener à la vie, ce qui fonctionne. Fitz et Simmons, quant à eux, courent vers le module de confinement, puis laissent Piper et Flint derrière eux pour le garder mais pour eux, Fitz et Simmons n’étaient partis que quelques instants. Confuse, Piper ouvre la machine pour voir que Fitz n’est plus à l’intérieur, mais Fitz et Simmons se précipitent à l’arrière et ouvrent une porte où se trouve une petite fille endormie qui se réveille et Simmons l’appelle Alya, la fille se retourne alors et répond « maman » avant d’embrasser Simmons. 
Un an plus tard, l’équipe se retrouve à l’intérieur du vieux bar de New York, Coulson entre alors, suivi de Daisy, Yo-Yo, May, Fitz, Simmons et enfin Mack puis ils discutent, chacun partageant des histoires rapides sur leur nouvel emploi et leur nouvelle vie, sans trop entrer dans les détails. Fitz et Simmons élèvent leur fille, tandis que Daisy et Sousa sont maintenant ensemble et May a un nouveau travail mystérieux, Coulson explique ensuite qu’il prend un peu de temps pour voir le monde et le reste de l’équipe lui offre chacun une place. Daisy grésille pendant un moment et Yo-Yo aussi, il devient alors rapidement évident qu’aucun d’entre eux n’est physiquement là, Yo-Yo expliquant ensuite qu’elle doit partir et un par un, ils sont tous d’accord et décident alors d’en faire une tradition et plaisantent sur le fait que presque tous sont morts à un moment ou à un autre, Yo-Yo fait ensuite ses adieux et retire un appareil de sa tête, révélant qu’elle est en fait dans une voiture avec Piper et un LMD de Davis. 
May est la suivante, alors qu’elle apparaît devant un immeuble avec Flint qui l’appelle, lui disant qu’ils sont en retard pour le cours mais elle explique qu’elle n’est pas en retard parce que c’est elle qui donne le cours et alors qu’elle s’éloigne, la nouvelle école se révèle être la Coulson Academy. 